# Opus III
Opus III (Opus Three) – brytyjska grupa tworząca muzykę elektroniczną, założona w 1992 roku. Najbardziej znana z  coveru Jane pod tytułem "It's a Fine Day".

## Albumy
- 1992 Mind Fruit
- 1994 Guru Mother

## Single
- 1992 "It's a Fine Day"
"I Talk to the Wind"
- 1994 "When You Made the Mountain"
"Hand in Hand (Looking for Sweet Inspiration)"